# Pap (alimento)

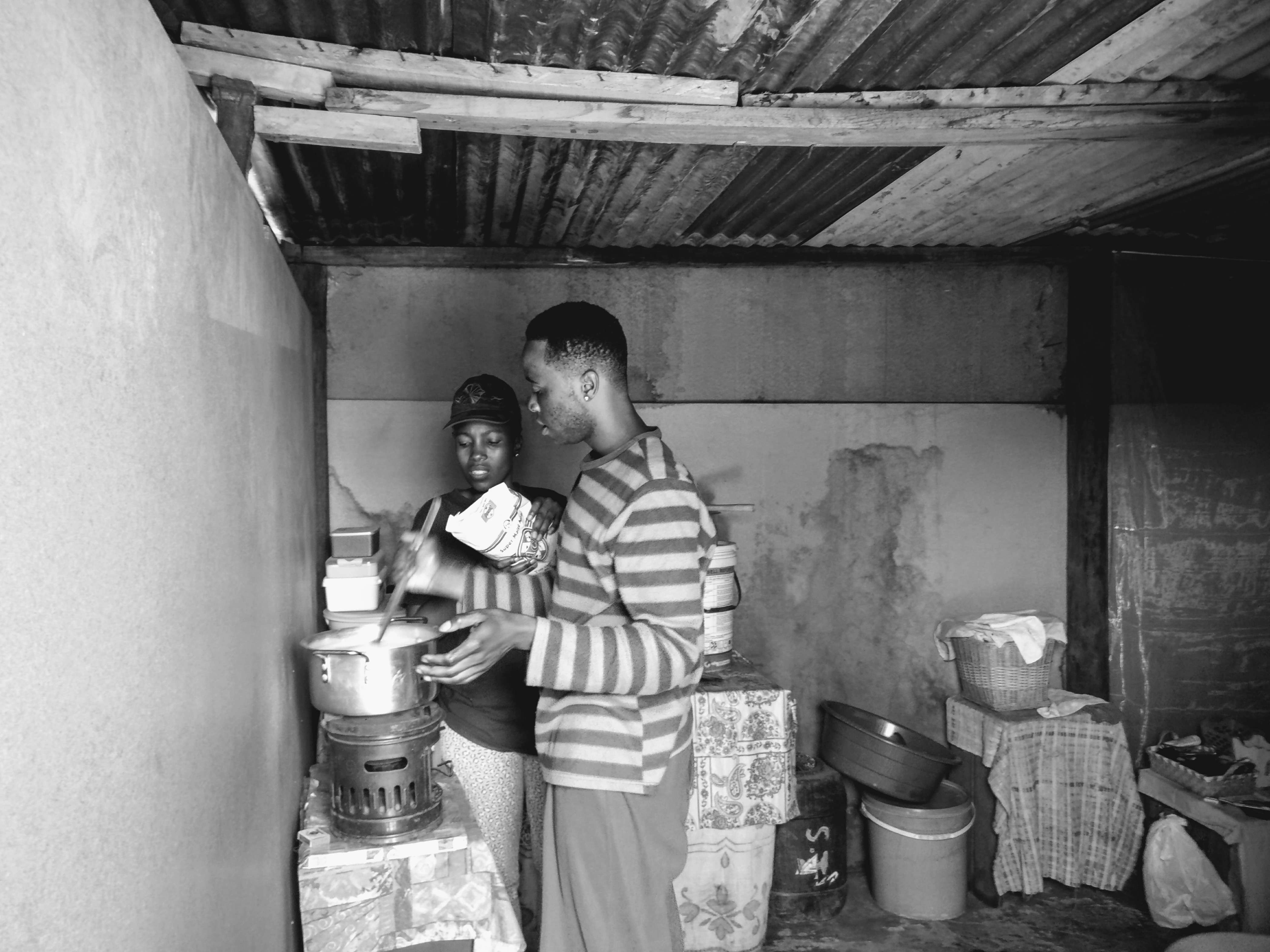
Dos jóvenes preparando pap en Sudáfrica

El Pap (pronunciado [ˈpɑːp]) es una especie de porridge elaborada de mielie-meal (harina de maíz o cualquier otro grano), un alimento básico de las tribus Bantú de Sudáfrica (la palabra afrikáans pap se toma del neerlandés significa "porridge" o "gruel"). Muchos platos tradicionales de la cocina sudafricana contienen como acompañamiento el pap y su nombre se compone de la denominación, un ejemplo de ello es plato de harina de maíz (denominado también: slap pap), y el crujiente phutu pap. Tales platos son populares entre la población indígena negra y entre la población afrikáner.

## Características
Una variedad de platos salados se suelen preparar como acompañamiento del pap. Se suele emplear con verduras, a menudo saborizados con chilli. Los afrikáneres en el norte del país suelen servirlo como desayuno, con leche y azúcar, pero también servido en forma de estofado con carne y tomate (por regla general con tomate y cebollas). En las provincias del Cabo se puede ver servido de forma exclusiva como desayuno. Debido a que el mielie-meal es un plato fundamental para la gente humilde, es frecuente que se aliñe con verduras diversas y se convierte en la única comida del día. Se puede servir caliente o frío, a veces tras haberse enfriado se fríe, esta operación culinaria le da una textura diferente. El phutu porridge a veces se disfruta con chakalaka como un plato acompañante del braais.